# Ações interditórias
Ações interditórias, no direito processual civil, designa o tipo de ação que tem por objetivo proteger o detentor da posse. Também designa ações como a nunciação de obra nova, em que o judiciário intervém sobre o direito do detentor da posse.
Tais processos integram a sistemática das ações possessórias, e é composta de três tipos principais: ação de reintegração (quando a posse tenha sofrido esbulho), a manutenção (que visa proteger o possuidor de turbação) e, finalmente, o interdito proibitório (que atua preventivamente ante uma ameaça ao direito).